# Burg Adolfseck
Die Burg Adolfseck ist eine abgegangene Spornburg auf 312 m ü. NN am Südrand des Bad Schwalbacher Ortsteils Adolfseck auf einem Umlaufberg der Aar. Sie liegt im Rheingau-Taunus-Kreis in Hessen.

## Geschichte
In einem Lehensbrief des Mainzer Erzbischofs Gerlach von Nassau vom 18. Februar 1356 wird erwähnt, dass Graf Adolf I. von Nassau-Wiesbaden-Idstein gerade im Begriff sei, die Burg Adolfseck zu bauen und dass er dieselbe von dem Erzbischof zu Lehen erhalte. Elf Jahre später erhält Adolfseck das Stadtrecht. Nach dem Tod Adolfs 1370 ging der Besitz an seinen Sohn Graf Walram IV. über, der die Burg 1386 seinem Bruder Johann übergab. Als dieser 1397 Erzbischof von Mainz wurde, ging sie zurück an Adolf II., seinen Neffen und Sohn Adolfs von Nassau-Wiesbaden-Idstein.
Die nassauische Burg diente neben der Sicherung der Bäderstraße auch dem Schutz gegen die Grafschaft Katzenelnbogen, die wenige Kilometer nördlich die Burg Hohenstein besaß.
Nach dem Aussterben der Linie Nassau-Idstein 1605 kam es zu einem Rechtsstreit um die Burg, der 1612 zugunsten von Kurmainz entschieden wurde. Der unterlegene Erbe Graf von Nassau-Weilburg behielt jedoch die Verfügungsgewalt. Während des Dreißigjährigen Kriegs wurde die Burg vermutlich von der nördlich gelegenen Schanze Adolfseck belagert. Bereits 1612 befand sie sich in schlechtem Zustand, sie wurde jedoch 1653 zwischenzeitlich wieder bewohnt. 1679 ist nur noch ein „zusammengefallener Steinhaufen“ vorhanden.

## Anlage
Die im Grundriss ovale Hauptburg war wohl romanischen Ursprungs und liegt auf einem Bergsporn. Im Westen, Süden und Osten befand sich ursprünglich eine zum See aufgestaute Flussschleife der Aar. Der Zugang erfolgte durch einen Torturm in der Ortsbefestigung der Talsiedlung, der durch einen geradlinigen Weg mit dem Torturm der Vorburg verbunden war. Östlich der Vorburg ging ein parallel zum Aardurchstich Halsgraben geführter Weg in südlicher Richtung zum Torturm der Kernburg. Diese ovale Hauptburg war etwa 55 m auf 40 m groß und bestand aus einer vieleckig geführten Ringmauer. Ein sechs bis acht Meter breiter Zwinger wurde Mitte des 14. Jahrhunderts angebaut, der im Norden in den Halsgraben überging.
Von der Burg sind nur noch geringe Reste von Mauern und einem Brunnen erhalten, die ovale Hauptburg ist nur im Grundriss zu erkennen. Die Gesamtanlage steht unter Denkmalschutz.

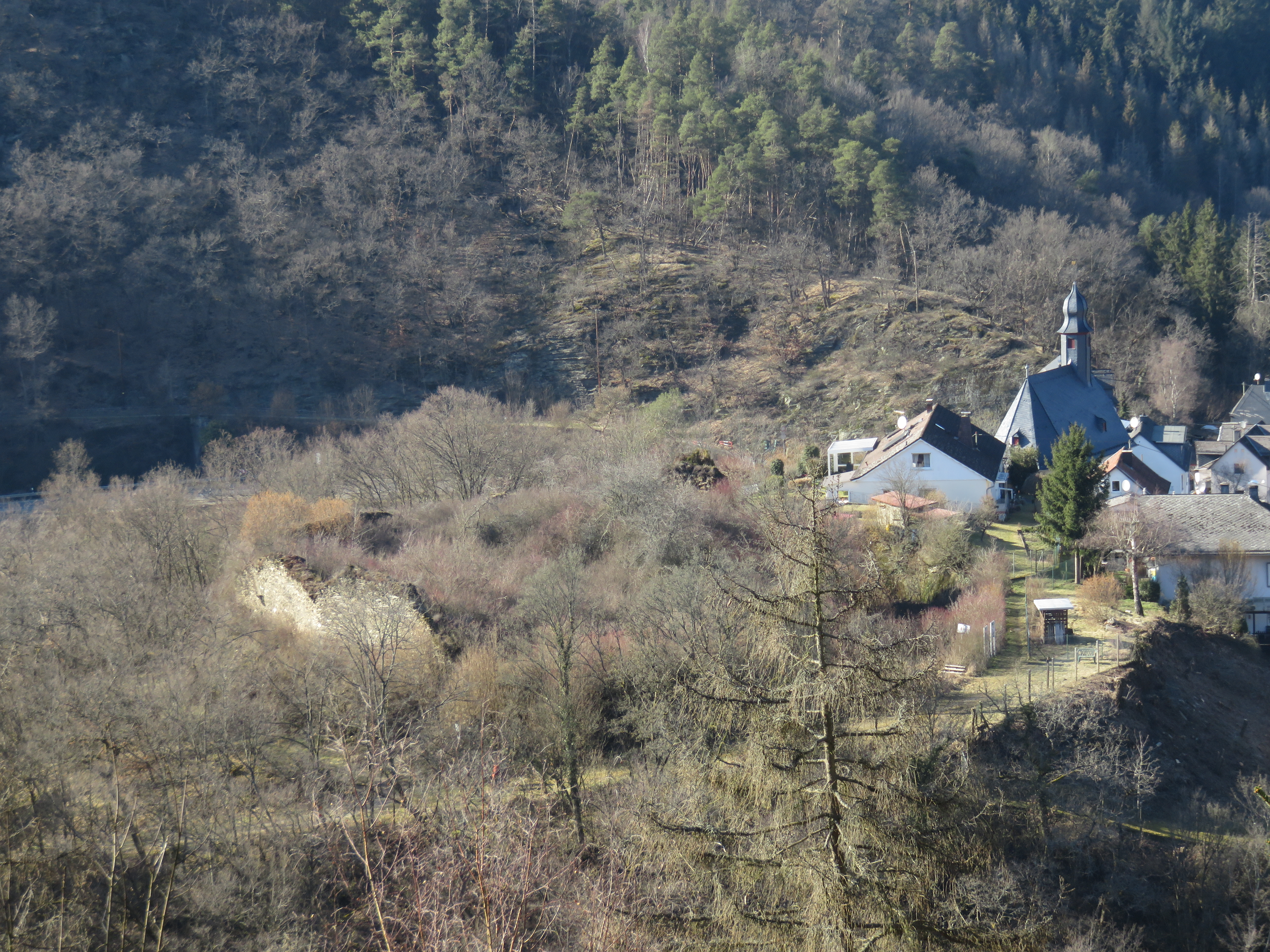
Blick auf Burg und Ev. Kirche vom Aarhöhenweg
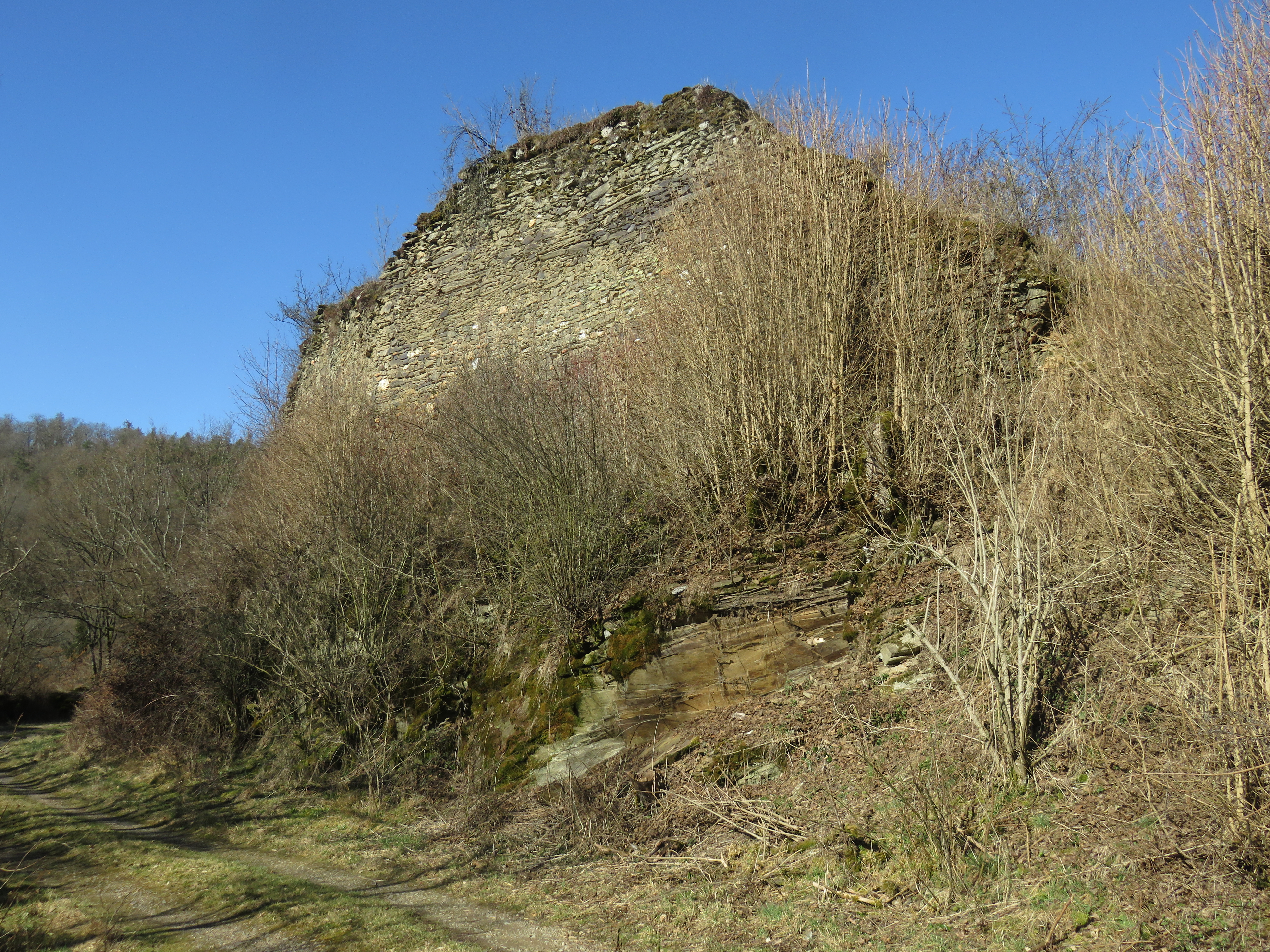
Burgmauer von außen
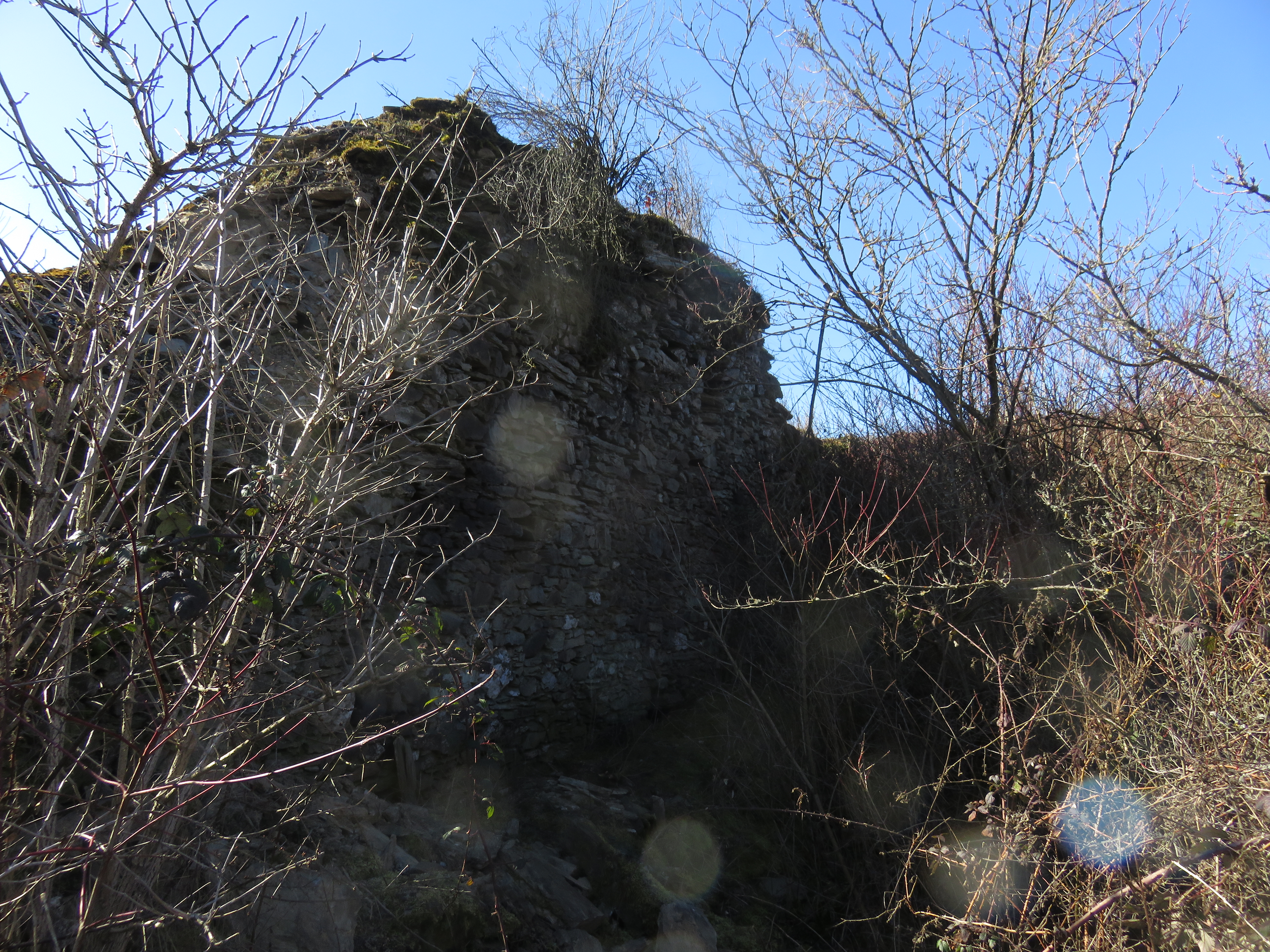
Burgmauern innen